# Dyer (Indiana)
Dyer – miasto w Stanach Zjednoczonych, w stanie Indiana, w hrabstwie Lake.